# Arena von Verona

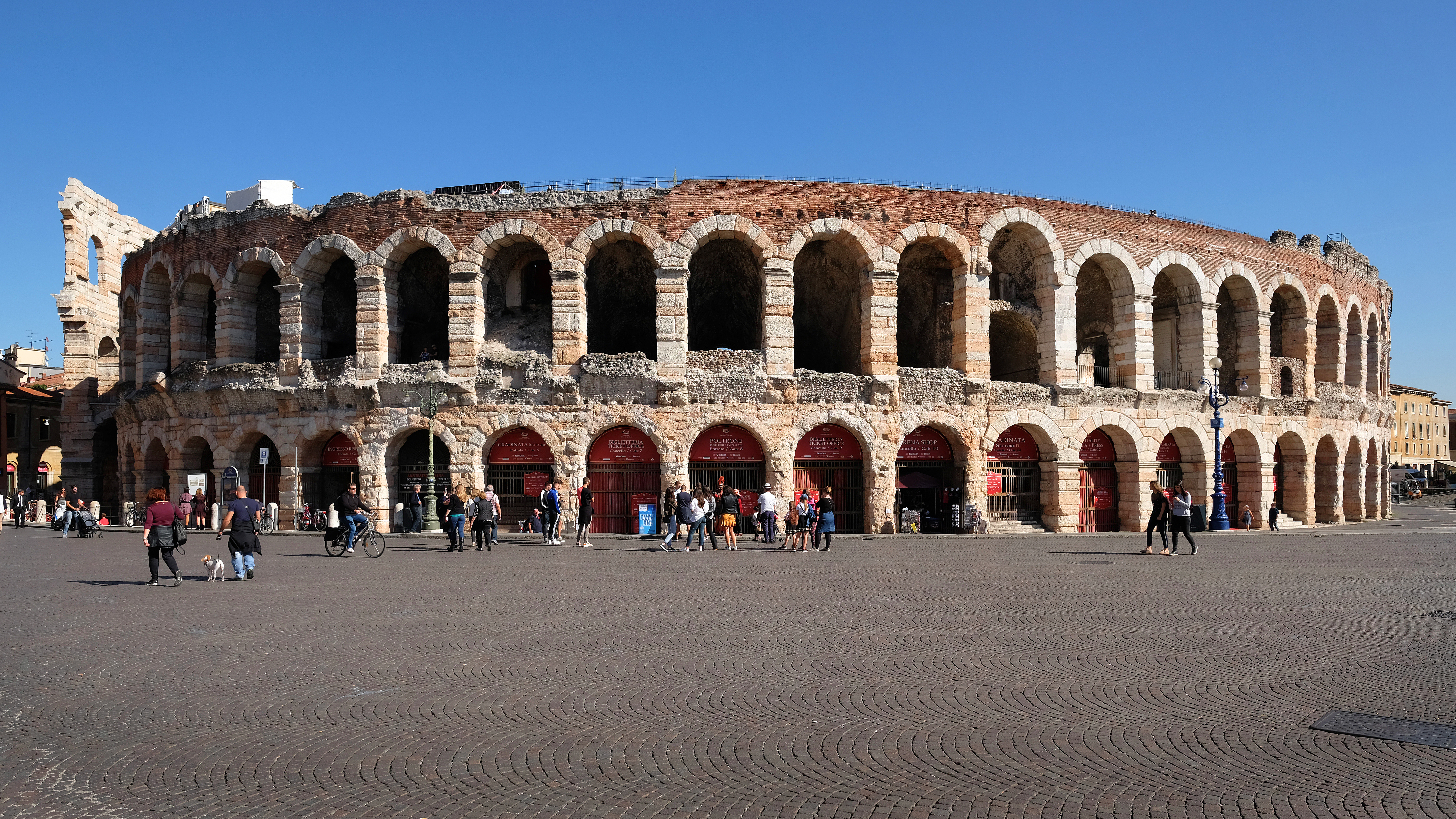
Arena von Verona

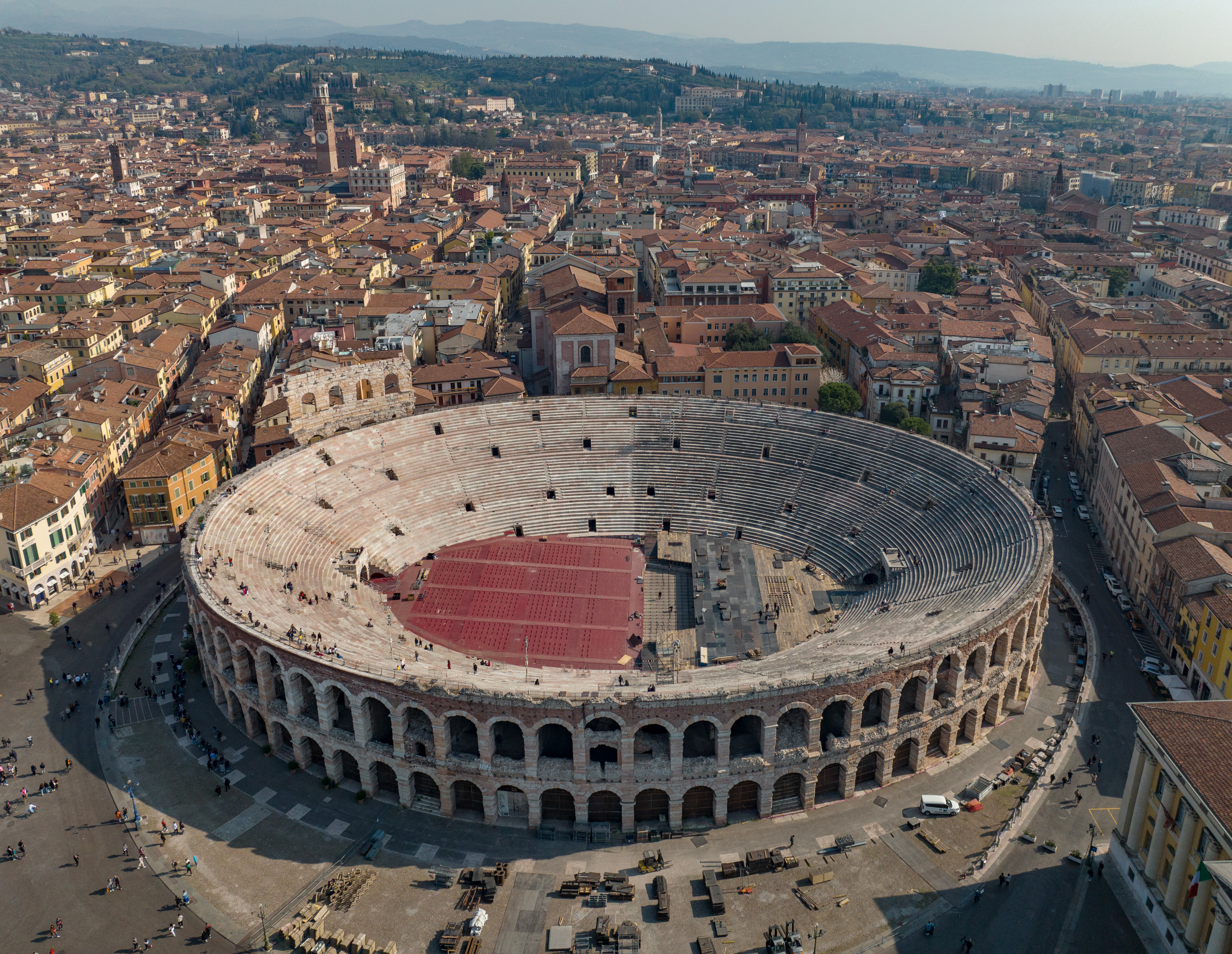
Arena von Verona aus der Vogelperspektive betrachtet

Die Arena von Verona (italienisch Arena di Verona) ist ein gut erhaltenes römisches Amphitheater im historischen Zentrum der italienischen Stadt Verona. Sie ist ein Symbol der venetischen Stadt zusammen mit den Figuren von Romeo und Julia. Es handelt sich um eines der großen Gebäude, die charakteristisch für die römische Architektur sind, und eines der antiken Amphitheater, das dank der systematischen Restaurierungen seit dem 16. Jahrhundert am besten erhalten geblieben ist. Gerade aus diesem Grund erlaubt es trotz der zahlreichen Veränderungen dem Besucher sich die Struktur von dieser Art von Gebäuden leicht vorzustellen, die strikt der Funktion, für die sie bestimmt waren, unterworfen wurde, und dennoch von grundlegender Schönheit ist.

## Beschreibung
Ursprünglich hatte die Arena eine Größe von 152 Meter × 113 Meter. Verblieben sind noch 138 Meter × 109 Meter, bei einer Höhe von genau 24,1 Meter. Damit ist die Arena in Verona immer noch – nach dem Kolosseum in Rom und der Arena von Capua – das drittgrößte der erhaltenen antiken Amphitheater. Die 45 Stufenränge des Zuschauerraums sind jeweils etwa 45 Zentimeter hoch und tief und bieten 20.000 Zuschauern Platz.

## Geschichte

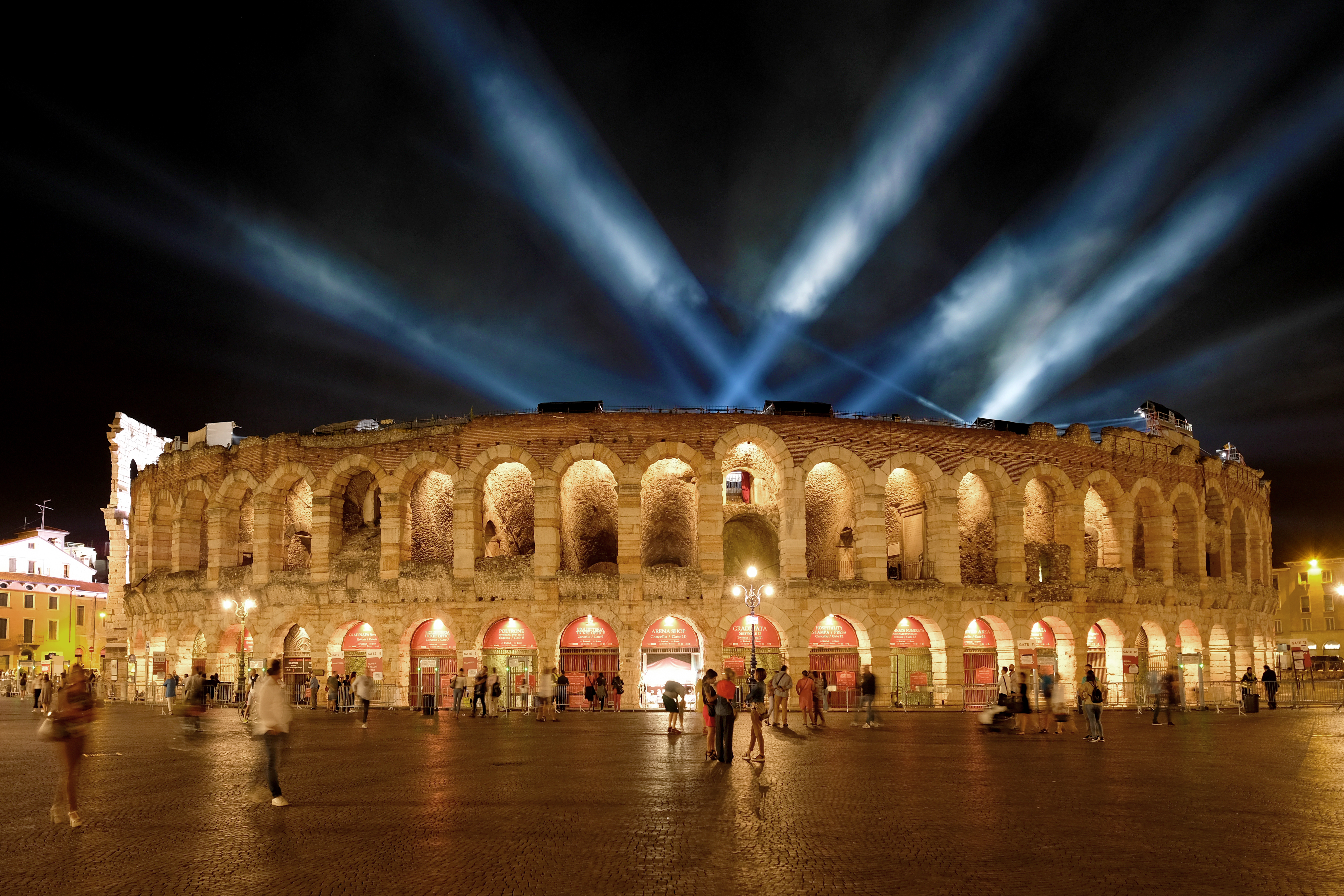
Arena von Verona bei Nacht

Das Amphitheater wurde etwa im Jahr 30 n. Chr. außerhalb der römischen Stadtmauern errichtet. Es fasste über 30.000 Zuschauer und wurde für Gladiatorenkämpfe und Wettkämpfe genutzt. Die Fassade war mit weißem und rosa Kalkstein verkleidet. 265 wurde unter Kaiser Gallienus die bestehende Stadtmauer um die Arena herum verlängert.
Vielfach wurde angenommen, dass der größte Teil des Außenrings bei einem Erdbeben im Jahr 1117 zerstört wurde. Archäologische Funde von markierten Steinen des äußeren Ringes haben jedoch gezeigt, dass bereits der Ostgotenkönig Theoderich nach der Inbesitznahme der Stadt 489 den Außenring einreißen ließ und die Steine zum Aufbau seiner neuen Stadtmauer verwendete. Wahrscheinlich wurde der Ring auch aus militärischen Gründen abgerissen, da die Arena die Stadtmauern sonst um einiges zu überragen drohte.
Auch später noch diente das Bauwerk als Steinbruch für die wachsende mittelalterliche Stadt. Von den ursprünglich 72 Bögen des Außenrings sind nur noch vier erhalten. Sie werden von den Veronesern „l’ala“ – der Flügel – genannt. Im Jahr 1278 war die Arena der Schauplatz der letzten großen Katharer-Hinrichtung: Nach den Erfolgen der Inquisition in den 1250er Jahren in Südfrankreich in deren Kampf gegen die Katharer zogen sich die Überlebenden nach Norditalien zurück. Sie fanden in Sirmione eine letzte Zufluchtsstätte. 1276 wurden sie von Alberto I. della Scala im Auftrag des Veroneser Bischofs in Sirmione gefangen genommen und 1278 in der Arena von Verona verbrannt.
In der Renaissance gab es Bestrebungen, das Bauwerk wieder als Theater zu nutzen. Dies geschieht aber erst seit 1913 regelmäßig. Am 10. August 1913 wurde anlässlich des 100. Geburtstags von Giuseppe Verdi die Oper Aida aufgeführt. Aufgrund der hervorragenden Akustik konnte sich die Arena schnell als Konzertstätte etablieren. Vor allem in den Monaten Juni, Juli und August finden Opernaufführungen und Rock-Konzerte statt, während im Frühjahr und Herbst viele internationale Sänger und Musiker hier Station machen, wie Gianna Nannini, Adriano Celentano, Zucchero, Bryan Adams, Peter Gabriel, Bon Jovi, Brian May & Kerry Ellis oder Bruce Springsteen.
Anlässlich der XXV. Olympischen Winterspiele in Mailand und Cortina d’Ampezzo soll am 22. Februar 2026 die Schlussfeier in der Arena von Verona stattfinden. Verona selbst wird allerdings kein Austragungsort für die Sportwettkämpfe sein.

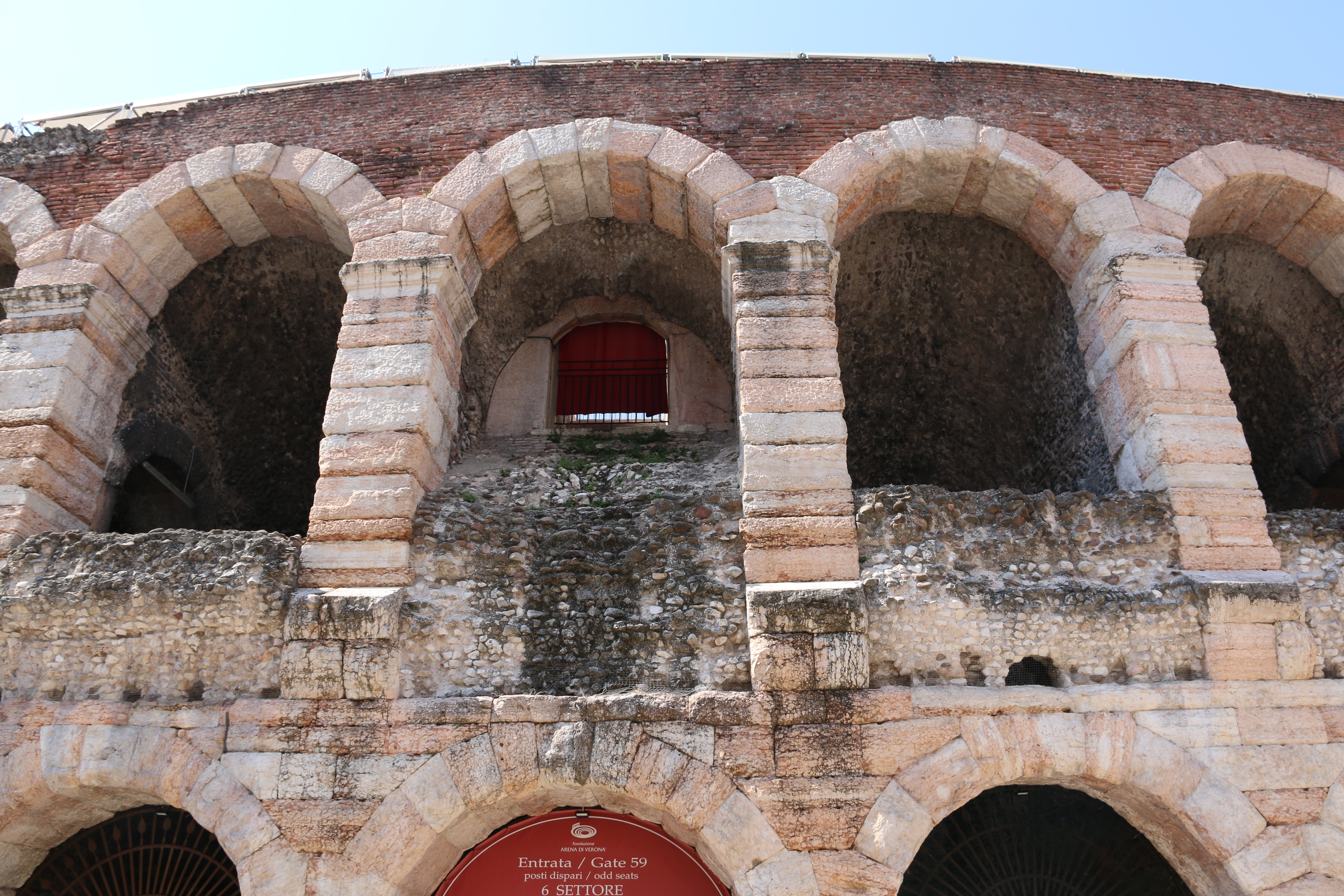
Fassade
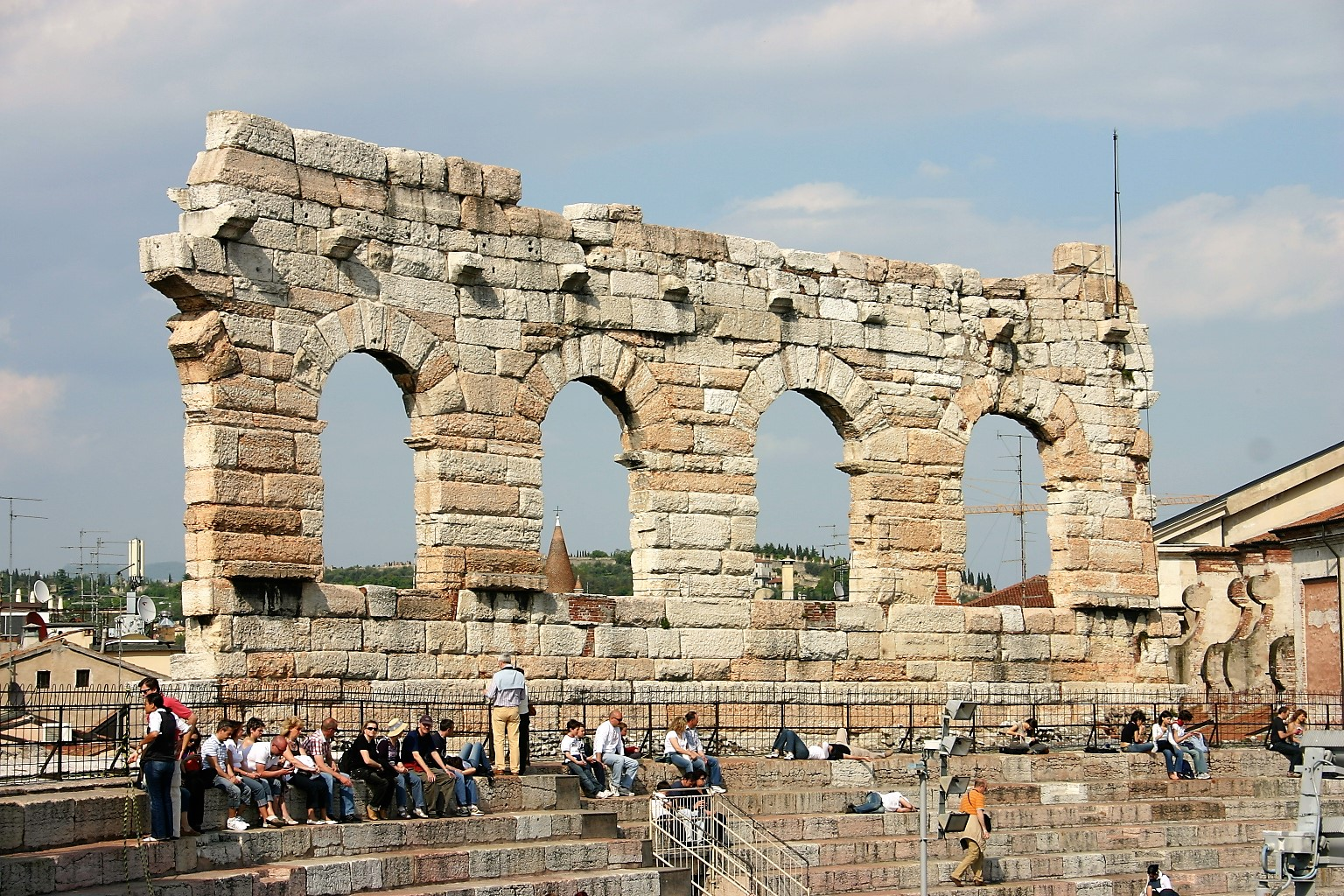
Der Flügel der Arena
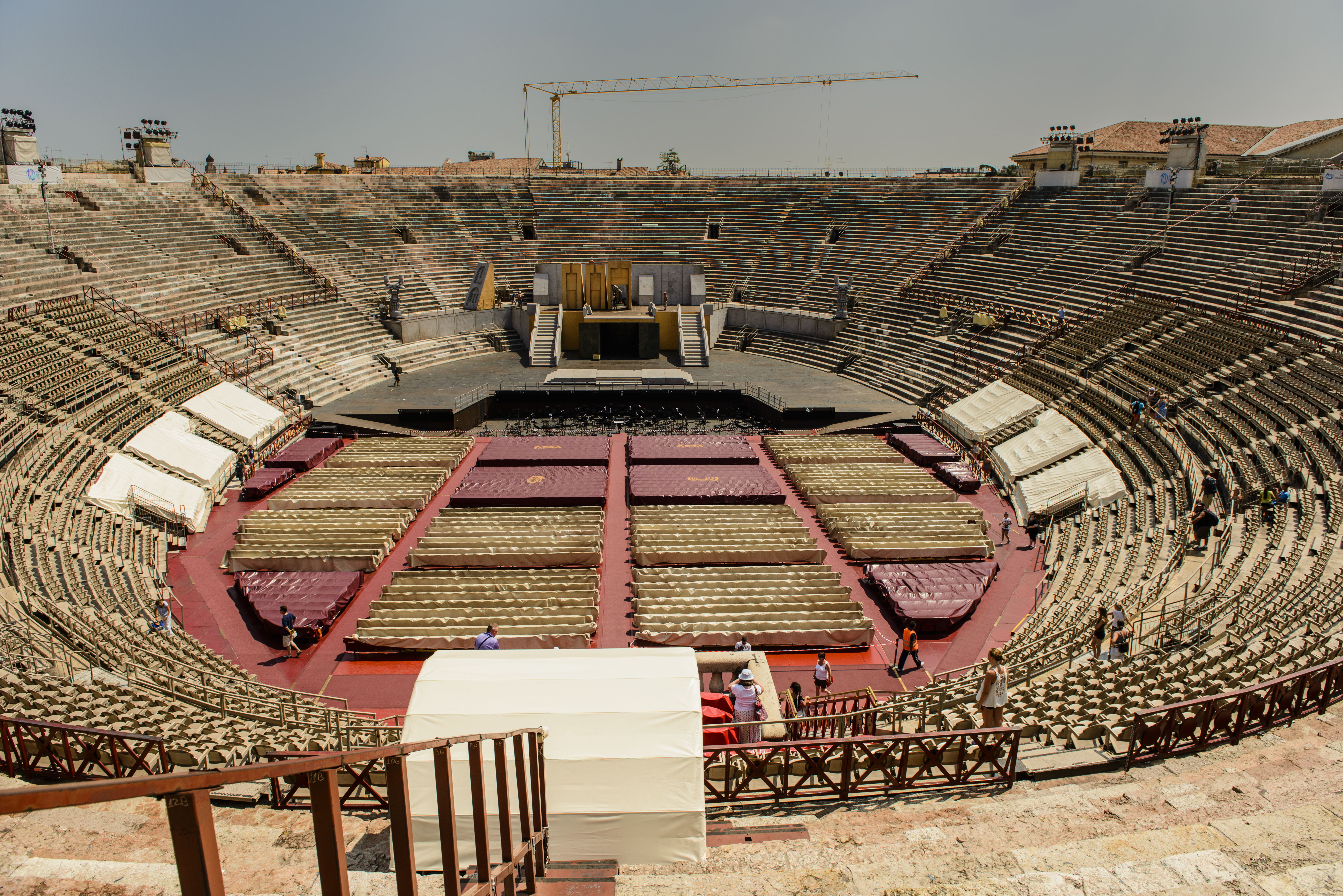
Innenraum
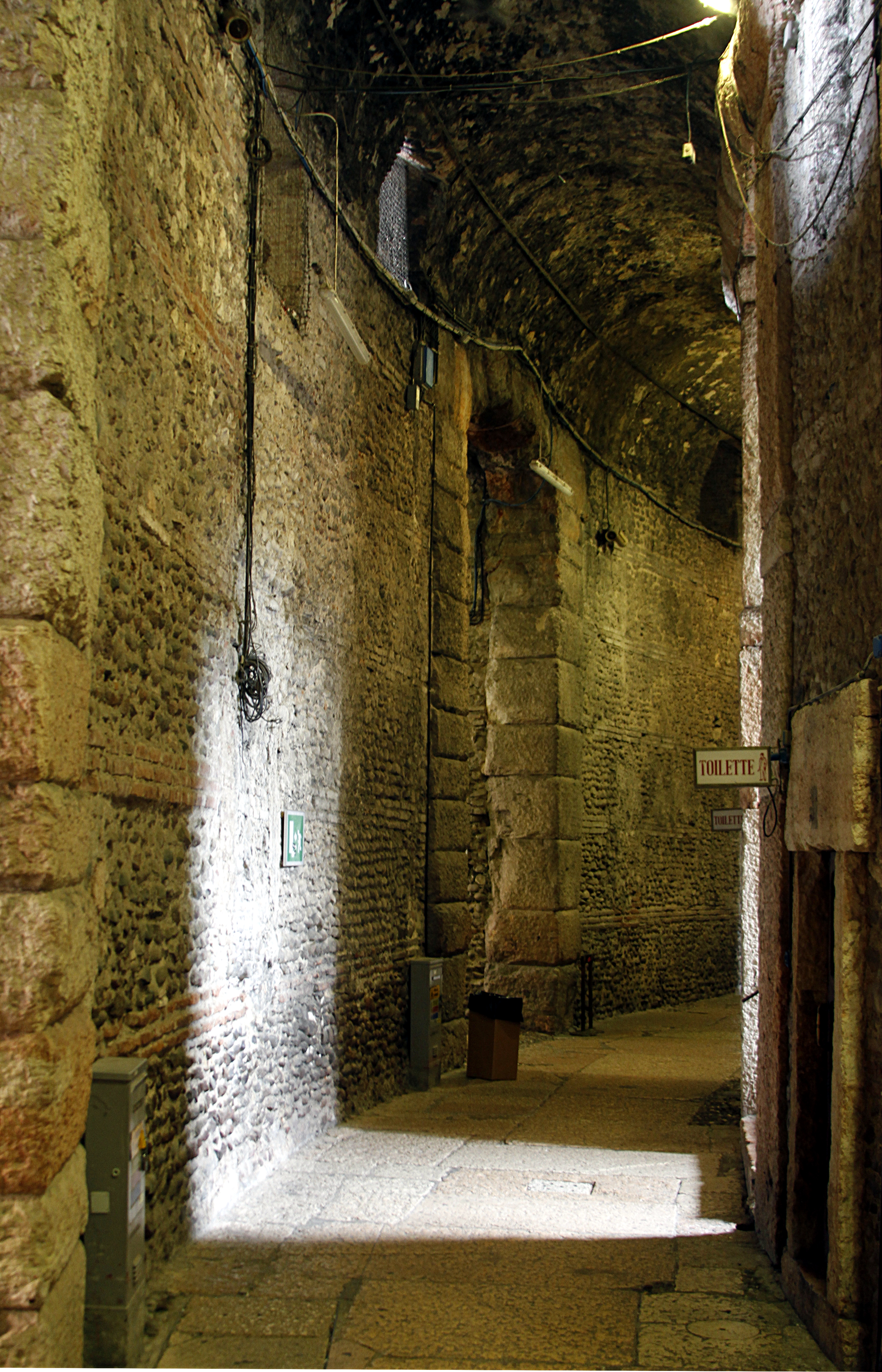
Innengang